# Ljubovija
Ljubovija (in serbo Љубовија?) è una città e una municipalità del distretto di Mačva nel nord-ovest della Serbia centrale, al confine con la Bosnia ed Erzegovina. Nel 2002, la popolazione della città era di 4 130, mentre la municipalità contava 17 052 abitanti.
La cittadina sorge sulle rive della Drina, al completamento del valico di frontiera sul ponte Bratoljub sarà collegata con il comune di Bratunac nella Repubblica Serba di Bosnia ed Erzegovina.